# 金沢大学附属高等学校
金沢大学附属高等学校（かなざわだいがくふぞくこうとうがっこう、英: Kanazawa University Senior High School、正式名称：金沢大学人間社会学域学校教育学類附属高等学校〈かなざわだいがくにんげんしゃかいがくいきがっこうきょういくがくるいふぞくこうとうがっこう〉）は、石川県金沢市平和町に所在する国立高等学校。
金沢大学の附属学校であり、北信越地方で唯一の国立高等学校である。「金沢大学附属高等学校」と呼称される。略称は「金大附属（きんだいふぞく）」、「金大附（きんだいふ）」、「附属（ふぞく）」、「金附（きんぷ）」など。

## 概要
1947年（昭和22年）5月24日、金沢高等師範学校に附属中学校（旧制）が付設される。これは、終戦間際の1945年（昭和20年）1月に発足した特別科学学級を引き継いでいる。
1948年（昭和23年）4月1日、金沢高等師範学校に新制の附属高等学校が付設される。1952年（昭和27年）4月1日、金沢大学教育学部附属高等学校と校名が変更される。
戦後、1949年（昭和24年）5月31日に金沢市所在の旧制諸学校を包括した新制大学金沢大学が発足する。金沢大学は戦前からの系譜をもつ総合大学であり、金沢市の人口に見合わない難関大学となる。そのため、金沢大附属には金沢圏の受験上位層が集中し、北陸屈指の進学校の一つとなった。
学区は基本的には石川県内全域となっている。能登地方などの遠方から学校近くにある下宿へ引っ越し、そこから通学する生徒に加え、北陸本線の特急列車を利用して毎朝通学する生徒もいる。少数ではあるが、富山県、福井県などから越境通学する生徒もいるが、その他の地方からの場合は石川県内に保護者と同居する場合に限り出願が認められる。
なお、金沢大学附属中学校との中高一貫教育は採用していない。
2014年 - 2018年度までスーパーグローバルハイスクール（文部科学省）に指定されている。2019年 - 2021年度までWWL（ワールド・ワイド・ラーニング）コンソーシアム構築支援事業（文部科学省）に指定されている。

## 立地
金沢市内中心部から離れた閑静な住宅地の中に立地している。金沢駅からバスで約25分程。向かい側には陸上自衛隊金沢駐屯地がある。金沢大学の総合運動施設の跡地へ1995年（平成7年）に広坂キャンパスから教育学部附属の幼稚園・小学校・中学校が移転した。

## 呼称
以前は「金沢大学教育学部附属高等学校」だったが、2008年（平成20年）4月に金沢大学が学部を再編し、3学域16学類に改組、教育学部が人間社会学域・学校教育学類に改組されたため、教育学部に当たる部分がそのまま差し替えられて名称が変更された。当初は、学校としても、簡潔な「金沢大学附属高等学校」への改名を希望していたが、文部科学省からの許可が下りずに断念した。
したがって、正式名称は「金沢大学人間社会学域学校教育学類附属高等学校」であり、日本一名前が長い高等学校（2025年時点）である。
石川県内では「金大附属（きんだいふぞく）」、「金大附（きんだいふ）」、「附属（ふぞく）」、「金附（きんぷ）」などと略称されることが多い。

## 学校施設

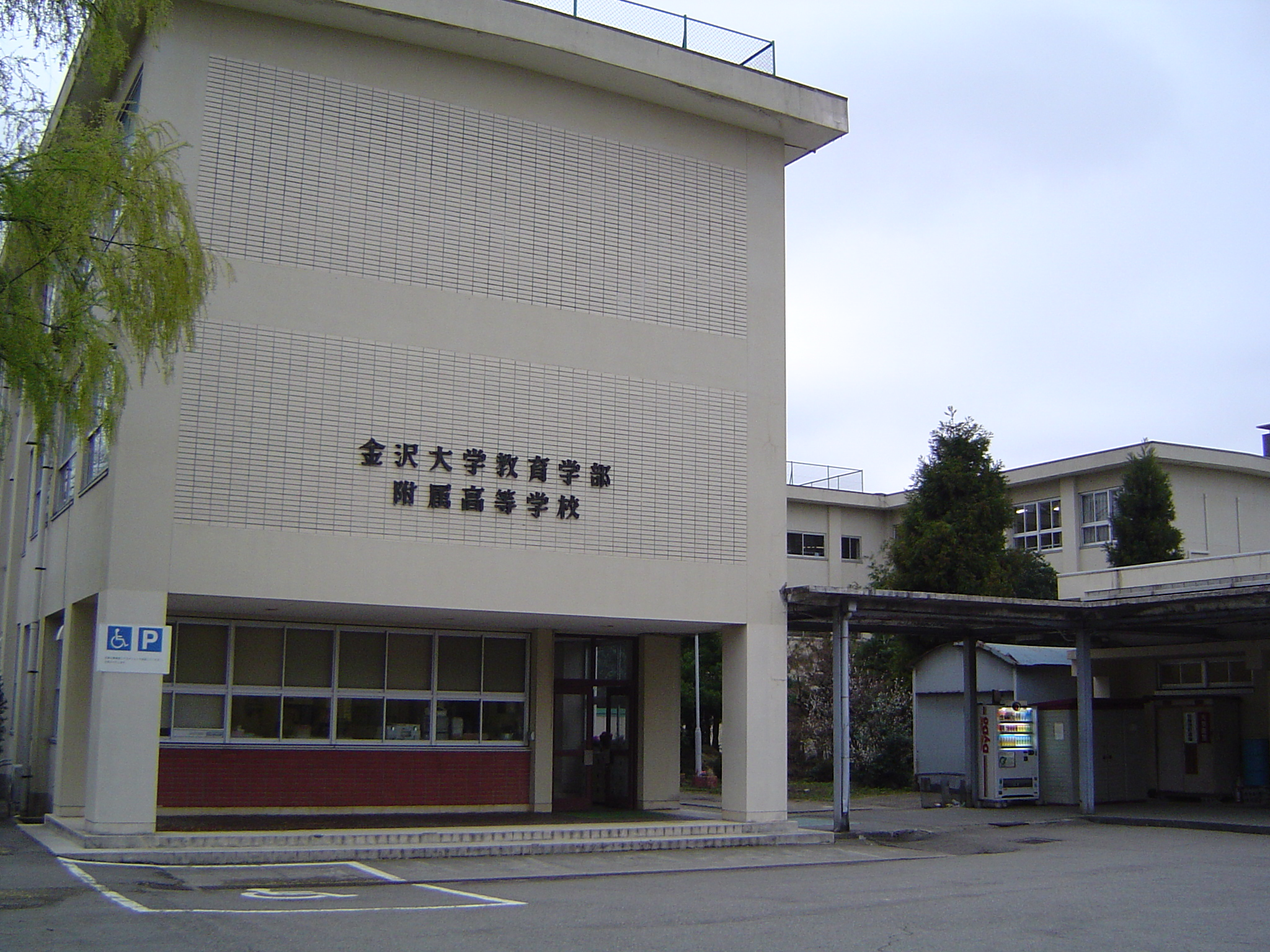
改修工事前の校舎（2006年4月）

2007年（平成19年）3月には校舎と体育館の改修工事が完了し、施設全体が更新された。全教室が冷暖房完備である。体育館と武道場、グラウンド、テニスコート（砂入り人工芝コート）がそれぞれ一つずつ設置されている。また、プールは老朽化により2000年（平成12年）3月に解体され、跡地には後述の創立六十周年記念会館・有朋館が立っている。
屋上にはソーラーパネルが取り付けられており、発電した電力量を生徒用玄関の表示板で確認することができる。

## 象徴

### 校章
「剣梅鉢紋」
金沢高等師範学校が開校した際の、中央の文字を「高師」から「高」に直して、そのままの形で引き継がれたものである。

### 制服
冬服は、男子が学ラン、女子がセーラー服（緑の三本線に緑のスカーフ）。夏季は生徒による学校側への働きかけにより、1994年から私服登校が可能となっている。

## 教育方針
教育目標を「地球サイズの教育」、校風を「自主自律」としている。

### 教育方針
1. 健全なる身体を養い、純真明朗を旨として、協同友愛の学校生活を送る。
2. 真理に対し強い情熱をいだくとともに、あくまで謙虚に努力精進する。
3. 独立自治の精神をもとに、個人としての人間完成に努めるとともに、社会人としての品性を陶冶する。

### 教育課程
各学年ごとにクラス替えがあるものの、「担任団」として教員3名が3年間同じ年度生の担任を担当する。
2年生から文系・理系で授業が分かれる。なお、3年次に文転が可能である。ただし、カリキュラム上、理転は不可能である。

### 校風・特徴
- 生徒会運営の学校行事に関してはおおむね生徒案が尊重され、教員はサポートに回って行事が運営される。
- 勉学だけではなく、スポーツや学校行事にも積極的に参加する生徒が多い。
- 校内に学生食堂がないことや、下宿している生徒などに配慮するため、昼休みの校外への買い物や大衆食堂などでの外食が認められている。

## 行事
文化祭（『開校記念祭』）
かつては毎年10月下旬に行われていたが、2023年度は9月下旬開催であった。土曜日・日曜日の2日間にわたって開催される。
毎年、2年生による歌舞伎の公演が定番となっており、演目決めから生徒が行う。
特別合同授業・同窓生による特別授業
特別教育活動として、特別合同授業と同窓生による特別授業が行われている。
特別合同授業は年に2回ほど行われる各界を代表する人物による講義。
同窓生による特別授業は毎年3月中旬に行われる各界で活躍するOB・OGが行う授業で、生徒は自分の好きな授業を1つ選択して参加する。
保護者はどちらの授業も参加でき、同窓生による特別授業では授業間の行き来が自由となっている。
教育実習
毎年9月に金沢大学から50-70名程度の実習生を受け入れて教育実習が行われる。3年生は受験を控えていることから、体育以外の授業は実習の対象から外れている。課外では、1・2年生の計6クラスに実習生が配置されるため、各クラスに10人程度の実習生が来る。
修学旅行（現地学習）
かつては海外への修学旅行が行われていたが、近年は新型コロナウイルスの影響により国内に変更となっている。2022・2023年度は九州地方であった。
運動会
毎年6月中旬に行われる。3年生有志による応援披露が恒例。全校をクラスごとに3チームに配分（赤団・黄団・青団）し、行われる。

## 入試制度
入試には、所属中学校長の推薦（55名）、学力検査（65名）がある。
学校長の推薦の内訳は、附属中30名と県内の他の中学校25名となっている。
学力検査は、5教科（各50分、100点満点）で、附属中25名、県内の他の中学校20名、5教科+英語+英語以外の最高点（700点満点）で10名をそれぞれ選抜する。
学力検査の試験日は2月の第二土曜日・日曜日の2日間に設定されている。県内公立、私立高校の試験日等と重なることはなく、併願が可能である。ただし予備入学と言われる事前説明が石川県立高校の入試日とほぼ同一日に実施される。

## 沿革
- 1947年（昭和22年）5月24日 - 金沢高等師範学校に置かれた特別科学学級（1945年（昭和20年）1月発足）を引き継ぐ形で附属中学校（旧制）が付設される。旧山砲隊兵舎（野田町チ180番地）が校舎に充当される。
- 1948年（昭和23年）4月1日 - 金沢高等師範学校に附属中学校（旧制）に加え、附属高等学校（新制）が付設される。
- 1949年（昭和24年）6月1日 - 金沢大学金沢高等師範学校附属高校ならびに同附属中学校に改称する。
- 1950年（昭和25年）12月7日 - 警察予備隊設置に伴い、旧騎兵隊兵舎（野田町ヤ5番地）に移転する。
- 1951年（昭和26年）6月30日 - 第1回高校教育研究協議会を開催する。（テーマ「教科書のあり方」について）
- 1952年（昭和27年）
  - 3月31日 - 金沢大学金沢高等師範学校・附属中学校が閉校となる。
  - 4月1日 - 金沢大学教育学部附属高等学校に改称する。
  - 12月17日 - 校歌作詞到着［1953年（昭和28年）1月10日 作曲到着］
- 1962年（昭和37年）4月14日 - 現校舎竣工。
- 1963年（昭和38年）
  - 6月1日 - 地番が金沢市平和町1丁目1番15号に変更となる。
  - 12月20日 - 武道場竣工。
- 1965年（昭和40年）12月25日 - 体育館竣工。
- 1967年（昭和42年）7月15日 - 水泳プール竣工。
- 1971年（昭和46年）9月29日 - 第1回特別合同授業を開催。（三好行雄東京大学助教授「芥川龍之介とその作品」）
- 1992年（平成4年）4月1日 - 主題「新教科：国際・文化科の導入を考慮した教育課程の検討」で文部省研究開発学校に指定される。
- 1993年（平成5年）9月9日～9月13日 - 現地学習の目的地を国内から国外（北京）に変更する。
- 1994年（平成6年）3月5日 - 調理室竣工（家庭科男女共修のため）。
- 1997年（平成9年）11月3日 - 第1回最先端講座が開催される。
- 1999年（平成11年）3月17日 - 最先端講座が名称を変えて、第1回同窓生による特別授業が開催される。
- 2000年（平成12年）3月31日 - 水泳プールを解体。
- 2001年（平成13年）
  - 4月1日 - 学校評議員制発足。教育後援会設立。
  - 10月22日 - 武道場改修。
- 2002年（平成14年）7月21日～7月27日 - 現地学習の目的地を国外（シドニー）から国内に変更し実施した。
- 2003年（平成15年）4月1日 - 文部科学省「学力向上フロンティアハイスクール事業」で研究開発校に指定される。
- 2004年（平成16年）4月1日 - 国立大学法人金沢大学教育学部附属高等学校となった。
- 2006年（平成18年）8月1日 - 校舎増築改修のため，金沢市小立野2丁目40番20号[7]の旧金沢大学工学部（現・金沢美術工芸大学キャンパス）に仮移転。
- 2007年（平成19年）3月30日 - 校舎増改築完成、金沢市平和町に移転復帰。
- 2008年（平成20年）4月1日 - 金沢大学の再編に伴い、金沢大学人間社会学域学校教育学類附属高等学校に改称する。
- 2010年（平成22年）5月8日 - 有朋館（創立60周年記念会館）の竣工式を行う。
- 2017年（平成29年）10月14日 - 創立70周年記念式挙行。

## 部活動
- 運動部 - 野球、バスケットボール（男・女）、バレーボール（女）、テニス（男）、バドミントン（女）、卓球（男・女）、ハンドボール（男）
- 文化部 - 吹奏楽、STA（科学）、茶道、囲碁、将棋、演劇、
- 同好会 - クイズ研究
- その他（高体連・高文連に登録して活動） - 小倉百人一首かるた、水泳、スキー、少林寺、新聞編集局部

## 創立六十周年記念会館・有朋館
2010年（平成22年）5月8日開館。鉄筋コンクリート構造（一部鉄骨構造）の2階建てで、延床面積は約300m2。1階には多目的会議室や運動部用の部室など、2階には部室が設置されている。武道場の後ろ側にあるプール跡地に建設された。
2007年（平成19年）5月で創立60周年を迎えたことから、同窓会が記念事業として、運動部用の部室と同窓会事務局・資料室を兼ねた「創立六十周年記念会館」の建設を決めた。名称はのちに「有朋館」となった。同窓会金沢本部が建設資金をすべて募金によって賄うことを決定し、募金総額6,000万円を目指して募金を募った。当初は2008年（平成20年）6月の竣工を目指していたが、募金が思うように集まらず計画が引き延ばされた。しかし高校のPTA組織である「育鳳会」からの寄付を受け、上記施設計画を縮小し2009年（平成21年）度に着工した。
同窓会から学校側へ施設を「寄付」するという形式をとっている。
1985年（昭和60年）のクラブハウス焼失以来、きちんとした部室がなかった運動各部の部室が復活したことになる。

## 校歌
作詞：室生犀星、作曲：下総皖一

## アクセス
- 金沢駅（東口）から北鉄バス（21番、25番・野田線）「金大附属学校自衛隊前」停留所 下車

## 事件

### 教員用ウェブサイトのハッキング事件
2010年（平成22年）9月に尖閣諸島中国漁船衝突事件が起きた際に反日的な動きがあり、中国最大規模のハッカー組織、中国紅客連盟が日本政府機関などのウェブサイトを攻撃する計画を立てていた。内閣官房からの通達を受け13日文部科学省が調べたところ、金沢大学が管理する附属高校教員用ウェブサイトが改変されているのを発見した。金沢大学が確認したところ「不正に改変する」という意味の英語「HACK」や中国語ページが挿入されていた。14日にページを修復するまでの5日間に、中国から約1400回のアクセスがあった。尖閣問題に反発しての改変だとみられるが、中国紅客連盟が改変したのかは不明で、なぜ同高校だったのかも不明である。

## 著名な関係者

### 学校長・教職員
- 奥田晴樹 - 元校長、日本史学者、立正大学名誉教授
- 樫本英彦 - 元英語科教官
- 松田章一 - 元国語科教官、劇作家、元金沢ふるさと偉人館館長、元鈴木大拙館館長

### 出身者
- 塩野宏（1回）- 法学者（行政法）・東京大学名誉教授、第26代日本学士院長
- 春田博（2回）- 元シチズン時計社長
- 松田保（3回）- 医学者、金沢大学医学部名誉教授、1991年金沢で行われた日本SFコンベンションで講演し、暗黒星雲賞を受賞
- 志方俊之（5回）- 軍事評論家・帝京大学名誉教授
- 武田正利（6回）- 元カネカ社長
- 廣津里香（7回）- 画家、詩人
- 粟森喬（8回）- 元参議院議員
- 小田禎彦（9回）- 加賀屋代表取締役相談役
- 古市達郎（9回）- 官僚、金沢工業大学産学連携室、危機管理研究室教授
- 北畠能房（10回）- 環境学者・京都大学名誉教授、小松天満宮宮司
- 谷公士（10回）- 人事院総裁、元郵政事務次官
- 石田寛人（11回）- 元科学技術事務次官・前金沢学院大学学長
- 林勇二郎（11回）- 元金沢大学学長、元独立行政法人国立高等専門学校機構理事長、元日本伝熱学会会長
- 中田薫（12回）- 元NHKアナウンサー、元NHK放送博物館館長
- 津田正夫（13回）- 立命館大学産業社会学部教授、市民メディア論研究者
- 孫崎享（13回）- 元外交官、元防衛大学校教授
- 中山武憲（14回）- 元公正取引委員会名古屋地方事務所長、名古屋経済大学名誉教授
- 永守良孝（14回）- 元RKB毎日放送社長
- 小西敏郎（16回）- 外科医、東京医療保健大学副学長
- 竹内郁雄（16回）- 工学者、早稲田大学理工学術院教授、東京大学名誉教授
- 番尚志（16回） - 元三菱倉庫社長
- 川上光彦（17回）- 都市社会学者、金沢大学名誉教授、工学博士
- 島薗進（18回）- 宗教学者・東京大学文学部名誉教授
- 鈴木直（19回）- 社会思想史学者、東京経済大学教授
- 寺前秀一（19回）- 観光学者、元加賀市長
- 長田重一（19回）- 医学・大阪大学フロンティア研究センター免疫学教授
- 西倉和子（19回）- 分子生物学者、米国ウィスター研究所教授
- 石浦章一（20回）- 分子生物学者、東京大学名誉教授
- 川上公一（20回）- 外交官、現：駐レバノン大使
- 大沢健夫（21回）- 数学者、名古屋大学大学院多元数理科学研究科名誉教授
- 澤野雅彦（21回）- 経営学者、北海学園大学教授、経済学博士（京都大学）
- 広岡守穂（21回）- 政治学者、評論家、中央大学教授
- 本吉達也（22回）- 元羽咋市長、元富山第一高等学校校長
- 山辺美嗣（22回）- 富山県議会議員（自由民主党所属）
- 北村聖（23回）- 内科医、東京大学医学教育国際協力研究センター教授、東京大学医学部附属病院総合研修センター長
- 山田修路（23回）- 元参議院議員（自由民主党所属）
- 森川久美（24回）[要出典] - 漫画家
- 別川俊介（24回） - 元住友重機械工業社長。
- 由谷裕哉（25回）- 宗教民俗学者、博士（社会学）
- 神野正博（25回） - 医師、恵寿総合病院院長、医療法人菫仙会理事長
- 平岡昭良（26回）- 日本ユニシス代表取締役社長
- 川越清以（28回）- 物理学者、理学博士、ILC戦略会議委員
- 橋本健二（29回）- 社会学者、社会階層論、階級論専攻、早稲田大学人間科学学術院教授
- 本郷浩二（29回）- 官僚、林野庁長官
- 北村義浩（30回）- 感染症学者、日本医科大学特任教授、国際医療福祉大学保健医療学部教授
- 野村正史（30回）- 国土交通省大臣官房長
- 福田慎一（30回）- 経済学者、東京大学大学院経済学研究科教授
- 松尾由美（30回）- 作家
- 松浦雅子（30回）- 映画監督
- 山本淳子（30回）- 平安朝文学研究者、京都学園大学人間文化学部教授
- 岡田直樹（32回）- 参議院議員（自由民主党所属）
- 松本尚（32回）- 医師、博士（医学）、専門は消化器外科、救急医学、外傷外科学、災害医学、ヘリコプター救急の第一人者
- 水越伸（32回）- メディア論研究者、東京大学大学院情報学環・学際情報学府教授
- 小川有美（34回）- 政治学者、立教大学法学部教授
- 酒井亨（35回）- 公立小松大学国際文化交流学部准教授、台湾研究者
- 坂田進（35回）- 内閣府官僚、農林水産省大臣官房審議官兼消費・安全局付
- 五十嵐太郎（36回） - 建築史家、建築評論家、東北大学大学院工学研究科都市・建築学専攻教授
- 有村美香（37回）- TBS社員、元アナウンサー
- 浅井祥仁（37回）- 東京大学大学院理学系研究科・理学部教授、ヒッグス粒子国際研究チーム「アトラス」日本チームリーダー
- 都甲幸治（39回）- アメリカ文学研究者、翻訳家、早稲田大学文学学術院教授、読売新聞書評委員
- 西多昌規（40回）- 精神科医、早稲田大学准教授
- 橋爪隆（40回）- 法学者（刑法）、東京大学大学院法学政治学研究科教授
- 高村学人（42回）- 法社会学者、早稲田大学法学学術院教授
- 冨田賢（43回）- 実業家、経営コンサルタント、ベンチャーキャピタリスト
- 松平浩一（44回）- 元衆議院議員（立憲民主党所属）
- 輪島裕介（44回）- 音楽学者、大阪大学文学部准教授
- 徳井直生（46回）- 電子工学者、株式会社Qosmo 代表取締役
- 松中権（46回） - LGBT運動活動家、認定NPO法人グッド・エイジング・エールズ代表
- 宮下芳明（46回）- 明治大学総合数理学部教授
- 五木玲子（不明）- 医師・版画家、夫は小説家の五木寛之。
- 長野裕子（不明）- 文部科学省官僚、文部科学省大臣官房サイバーセキュリティ・政策立案総括審議官

## 関連学校
- 金沢大学附属幼稚園
- 金沢大学附属小学校
- 金沢大学附属中学校
- 金沢大学附属特別支援学校